# Kolbsheim
Kolbsheim település Franciaországban, Bas-Rhin megyében. Lakosainak száma 997 fő (2022. január 1.). Kolbsheim Breuschwickersheim, Duppigheim, Ernolsheim-Bruche és Hangenbieten községekkel határos.

## Népesség
A település népességének változása:
| Lakosok száma | 853  | 922  | 958  | 948  | 961  | 973  | 986  | 1002 | 997  |
|               | 2013 | 2015 | 2016 | 2017 | 2018 | 2019 | 2020 | 2021 | 2022 |